# Paolo Rosani
Paolo Rosani (* 26. Dezember 1949 in Triest; † 14. Juli 1982 in São Paulo, Brasilien) war ein italienisches Model und Schauspieler.
Rosani war ab den späten 1960er Jahren in zahlreichen Fotoromanen als Schauspieler zu sehen, in denen der schlanke Darsteller meist den Rollentypus des attraktiven und oftmals unglücklichen, manchmal auch leichtfertigen Beaus spielte. Zwischen 1970 und 1973 trat in einer Handvoll Spielfilmen auf. Im Folgejahr ging er nach Brasilien, wo er fortan lebte. Nur 1977 war er noch in einem Fernsehfilm zu sehen.
Aus seiner Beziehung zu Annie Carol Edel hat er eine Tochter. In Brasilien heiratete er 1978 die Moderatorin Márcia Mendes, die im Jahr darauf an  einer Krebserkrankung starb. Rosani kam durch einen Fenstersturz aus seinem Appartement ums Leben; die Umstände blieben ungeklärt.

## Filmografie (Auswahl)
- 1970: Django und Sartana kommen (Arrivano Django e Sartana… è la fine)
- 1971: Die Rückkehr der stärksten Gladiatoren der Welt (Il ritorno del gladiatore più forte del mondo)
- 1973: Colorado – Zwei Halunken im Goldrausch (Amico mio, frega tu… che frego io!)